# Perrottetia colorata
Perrottetia colorata är en tvåhjärtbladig växtart som beskrevs av R. Sánchez Montano, J.L. Fernández Alonso. Perrottetia colorata ingår i släktet Perrottetia och familjen Dipentodontaceae. Inga underarter finns listade.